# Dan Fante
Dan Fante, all'anagrafe Daniel Smart Fante (Los Angeles, 19 febbraio 1944 – Los Angeles, 23 novembre 2015), è stato uno scrittore e commediografo statunitense.

## Biografia
Figlio secondogenito dello scrittore e sceneggiatore John e di Joyce Smart, ha vissuto a Sedona, in Arizona. In Italia ha pubblicato, grazie alla casa editrice Marcos y Marcos, Angeli a pezzi nel 1999 (titolo originale Chump Change), Agganci nel 2000 (Mooch), e Buttarsi nel 2010.  Protagonista di questi libri è l'alter-ego dello scrittore, "Bruno Dante".
Con la casa editrice Ad est dell'equatore ha pubblicato Mae West nel 2008 e con Spartaco l'opera teatrale Don Giovanni nel 2009, anch'essa con protagonista "Bruno Dante".
Giovedì 29 agosto 2013 a Roseto degli Abruzzi (Teramo), ha presentato il suo ultimo libro tradotto in italiano "Gin & Genio" (casa editrice Whitefly Press) ed ha recitato quattro poesie estratte dal libro.
Nel 2002 è protagonista del documentario 'Dan Fante An American Writer' di Flavio Sciolè premiato come Miglior Documentario all’ Adriatic Film Festival di Alba Adriatica (2005). .